# 余函彌
余函彌（英文名: Bonnie Yu，1986年3月25日—），生於台灣台中市，台灣藝人，畢業於台中女中和國立台灣大學資訊工程學系，被封為台大五姬之一，外號「資工彌」，後成為主持人、服裝店業者等。

## 簡介
余函彌出生於台中市，長于單親家庭。
台中女中、國立台灣大學資訊工程學系畢業，之後赴美國舊金山藝術大學進修時尚採購課程一年。
批踢踢網路最初稱其為資工彌，與其他四位畢業於台大的網路美女（劉乃潔、吳依潔、翁滋蔓、陳匡怡）被報導為台大五姬。2010年出道後，與台大十三妹之一的「工工花」吳思嫻（Fion）組成兩人團體「X.O.X.O.」。
2010年7月7日，余函彌主持遊戲新幹線代理線上遊戲《劍俠世界Online》上市記者會，這是她首次主持記者會，卻認不出遊戲新幹線董事長王俊博，因此被王俊博批評「看來台大頭腦也沒那麼好」；同月7日，余函彌說，她接下此次主持後有先上網做功課，並沒有把王俊博的姓氏唸錯，但可能是她認人功力差、再加上現場來的長官太多，所以才沒認出王俊博，但王俊博私下對她說「看來台大頭腦也沒那麼好」一語是開玩笑。
2013年6月20日新聞指出，余函彌因為不愛受關注，決定專心在服飾店，退出演藝圈。
2016年3月17日因PTT一篇「東區bonbonchic糟糕經驗」引發熱烈討論，又被網友挖出多件款式與淘寶樣式十分相似，引發網友撻伐。

## 服裝店事業
2010年余函彌在台北市忠孝東路商圈成立了自有品牌服飾店「BonBon Chic」。還有Yuyu Active

## 音樂
- 2011年 《Mocha Java》X.O.X.O.[3][4]

## 電視劇
- 2011年 三立都會台、台視《勇士們》飾 郭雅文
- 2011年 八大綜合台、民視《我可能不會愛你》飾 Lala
- 2012年 台視《女人花》飾 趙心妮
- 2012年 八大綜合台、民視《原來愛·就是甜蜜》飾 妮可
- 2012年 三立都會台《剩女保鏢》飾 秦明玉
- 2012年三立都會台、台視《螺絲小姐要出嫁》飾 湘湘（友情客串）
- 2012年 微電影 《这一刻，爱吧》飾 碧昂舒

## 電影
- 2008年 《夏日之詩》藤井樹電影短片
- 2012年 《這一刻愛吧！》可愛多微電影 飾 碧昂舒
- 2013年 《逗陣ㄟ》台灣人情系列的電影 飾 國慶同學

## 主持
- 2011年 CTV《電競All STAR》MC

## MV
- 2011年 《思念會驚》-蕭煌奇[5]

## 廣告
- 2011年 《DHC防曬篇》
- 2011年 《正官庄韓國人蔘》
- 2011年 《台啤-好學生篇》
- 2012年 《可愛多冰淇淋》
- 2012年 《新世紀航海王》FamilyMart

## 獎項
- 2010年 《爆紅人氣正妹獎》雅虎奇摩搜尋

## 外部連結
- 余函彌的Instagram帳戶
- （繁體中文）余函彌微博 （页面存档备份，存于）
- （繁體中文）余函彌 Han-Mi （页面存档备份，存于）（Facebook官方粉絲團）